# Ramadan
Ramadanen (arabisk: رمضان Ramaḍān, romaniseret som Ramazan, Ramadhan eller Ramathan) er den niende måned i den islamiske kalender og samtidig islams fastemåned. Fasten under ramadan udgør en af islams fem søjler.
Ved fasten mindes åbenbaringen af Koranen, fordi Koranen ifølge traditionen blev åbenbaret Profeten Muhammed på en dag i denne måned i året 610.

## Adfærd under ramadanen
Ramadanen er 29-30 dage uden mad, drikke, og seksuelt samvær fra daggry til solnedgang. Om natten er det nævnte tilladt, fordi Allah ifølge tilhængerne af islam ønsker at gøre det let for mennesket. Undtaget forbuddet er børn, syge, ældre, rejsende, gravide, menstruerende, ammende, sportsudøvere i konkurrence og mænd i krig. Syge skal faste lige så mange dage på et andet tidspunkt, når de bliver raske. Kronisk syge kan i stedet betale 'fidyah' ved enten at give almisse eller mad til en fattig.
Måltidet før solopgang kaldes for suhoor, mens måltidet efter solnedgang kaldes iftar.
Fastemåneden afsluttes med en eid-fest, den såkaldte Eid ul-Fitr, der falder på den første dag i den efterfølgende måned shawwal. Det er en glædesfest, der ofte fejres med god mad og gaver til børnene. Ved afslutningen af ramadanen betales der almisse (zakat al-Fitr), der går til fattige og trængende. Beløbet svarer traditionelt til prisen for et måltid mad.
Koranen siger:
”Oh, I som tror! Fasten er pålagt jer, ligesom den var pålagt dem før jer, så I kan opnå gudsfrygtighed.”
”Den af jer, der oplever måneden [Ramadanen], skal faste i den.”

## Tidspunkt
Den islamiske kalender følger månen, og et normalt islamisk år er på 354 dage og dermed 11 dage kortere end et år ifølge den gregorianske kalender. Derfor forskyder ramadanen sig hvert år 11-12 dage i forhold til den gregorianske kalender.
Ramadanen starter morgenen efter den nat, hvor der er nymåne, og varer indtil morgenen efter, at det er nymåne næste gang. I begge tilfælde skal en person konkret observere nymånen på himlen.

## Ramadan i Danmark
I takt med, at antallet af danske muslimer er steget, er ramadanen også blevet en tradition, der fejres i Danmark. Det kan give nogle praktiske udfordringer, ikke mindst når ramadanen falder om sommeren, hvor dagene er lange, og tidsrummet mellem solnedgang og solopgang, hvor det er tilladt at spise, er mindre end fem timer. På nogle danske virksomheder tænkes ramadanen ind i vagtplaner, mødetidspunkter o.l.
Starten og afslutningen på ramadanen giver nogle steder anledning til offentlige arrangementer lokalt. I 2024 blev starten på ramadanen således markeret ved et arrangement på Den Røde Plads på Nørrebro i København ved at rejse et 18 meter langt lysskilt og servere ramadan-roulade til forbipasserende. Også andre steder i Danmark er der traditionelt åbne arrangementer for muslimer og ikke-muslimer under ramadanen.
I 2020 blev sangen Ramadan i København under stor opmærksomhed optaget i Højskolesangbogen. Sangen beskriver stemningen og lyset fra de forskellige himmellegemer i en københavnsk lejlighed i et døgn under ramadanen.